# Albert Mercier (football)
Pour les articles homonymes, voir Albert Mercier et Mercier.
Albert Mercier est un footballeur français né le 23 juillet 1895 à Paris 19e et décédé le 27 décembre 1969 à Gonesse[réf. souhaitée], évoluant au poste de milieu de terrain.

## Carrière
Albert Mercier évolue au SCUF puis au Racing Club de France lorsqu'il connaît sa première et unique sélection en équipe de France de football. Il affronte le 9 mars 1919 lors d'un match amical l'équipe de Belgique de football. Les Français et les Belges se quittent sur un score nul (2-2).